# Toruň
Toruň (polsky Toruń (rod mužský), německy Thorn, latinsky Thorunium, Thorunia) je město na řece Visla v severostředním Polsku a památka světového dědictví UNESCO. K prosinci 2021 zde žilo 196 935 obyvatel. Dříve to bylo hlavní město Toruňského vojvodství (1975–1998) a Pomořského vojvodství (1921–1945). Od roku 1999 je Toruň sídlem místní vlády Kujavsko-pomořského vojvodství a je jedním z jeho dvou hlavních měst spolu s Bydhoští. Města a sousední okresy tvoří metropolitní oblast dvojměstí Bydhošť–Toruň.
Toruň je jedním z nejstarších měst v Polsku; poprvé bylo osídleno v 8. století a v roce 1233 bylo rozšířeno Řádem německých rytířů. Po staletí bylo domovem lidí různého původu a vyznání. Od roku 1264 do roku 1411 byla Toruň součástí Hanzy a do 17. století předním obchodním městem, což výrazně ovlivnilo architekturu města, od cihlové gotiky po manýrismus a baroko.
V raném novověku byl Toruň polským královským městem a jedním ze čtyř největších polských měst. S dělením Polska na konci 18. století se stalo součástí Pruska, poté nedlouho trvajícího Varšavského vévodství, které sloužilo jako dočasné polské hlavní město v roce 1809, poté znovu Pruska, Německého císařství a po první světové válce znovuzrozené Polské republiky. Během druhé světové války byl Toruň ušetřen bombardování a ničení; jeho staré město a ikonické centrální tržiště zůstaly zcela zachovány.
Toruň je známý svým perníkem – tradice pečení perníku už je téměř tisíc let stará – a také svou velkou katedrálou. Lidé zde mají velmi vysokou životní úroveň a kvalitu života. V roce 1997 byla středověká část města zařazena na seznam světového dědictví UNESCO. V roce 2007 bylo staré město přidáno na seznam sedmi divů Polska.

## Historie
- 12.–11. století př. n. l. – hradiště lužické kultury,
- 8.–9. století – hradiště u převozu přes Vislu
- 10.–12. století – součástí Polského království a polského Mazovského vévodství a poté polského Gdaňského Pomořanska
- 1230 – založení hradu řádem německých rytířů ve Staré Toruni
- 22. prosince 1233 – městská práva
- 1236 – přenesení Toruně na současné místo
- 1264 – založení Nového Města
- 1365 – město dostalo právo skladu (povinnost projíždějících kupců vyložit své zboží a nabídnout je k prodeji)
- 14.–15. století – období největšího rozkvětu Toruně, jedno z největších polských měst a důležité obchodní centrum. Město je známo také jako Thorun, Thorn (německy), Thorunia (latinsky)
- 1411 – první toruňský mír
- 1440 – přistoupení do Pruského svazu
- 1454 – protikřižácké povstání, počátek třináctileté války, zbourání křižáckého hradu a spojení Starého a Nového Města
- 1466 – druhý toruňský mír, Toruň se opět stává součástí Polska
- 1473 – narození Mikuláše Koperníka
- 1500 – zavěšení zvonu Tuba Dei
- 16. století – část obyvatel přechází na protestantismus
- 17. století – švédské války, zničení města
- 1724 – toruňský tumult (tj. vřava), známý také jako toruňský krvavý soud
- 1789 – v té době má město asi 70 % Poláků a 30 % Němců
- 1793 – připojení Toruně k Prusku po druhém rozdělení Polska
- 1807 – Tylžský mír – Toruň součástí Varšavského knížectví
- 1815 – z rozhodnutí Vídeňského kongresu zpátky do Pruska
- 1919 – návrat do Polska
- 1931 – ve městě žije 95 % Poláků, 4 % Němců a 1 % Židů
- 1939 – německá okupace, Toruň v provincii Gdaňsk – Západní Prusko (něm. Danzig-Westpreußen, pol. Gdańsk-Prusy Zachodnie)
- 1945 – osvobození, návrat polské moci, založení univerzity
- 2002 – Poláci tvoří 99 % obyvatel Toruně

## Památky
Toruň, který je od roku 1997 zapsán na seznamu světového dědictví UNESCO, má mnoho architektonických památek pocházejících ze středověku. Město je známé tím, že si zachovalo téměř nedotčené středověké prostorové uspořádání a mnoho gotických staveb, všechny postavené z cihel, včetně monumentálních kostelů, radnice a mnoha měšťanských domů.

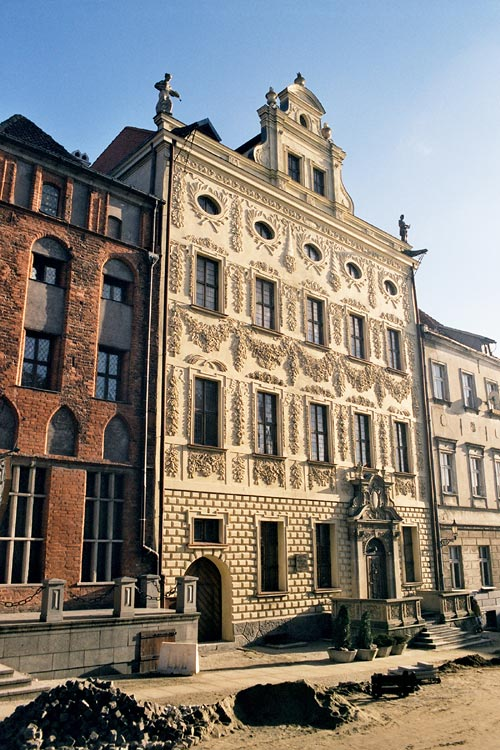
Barokní Palác Dębskich z 18. století

Nejcennější a nejoriginálnější památky Toruně pochází z gotického období. V architektuře jsou viditelné vlivy hanzovních měst, zejména Lübecku, Soest a Brugg. Malířství na vysoké úrovni se rozvíjelo nejprve pod českým vlivem (fresky v Mariánském kostele a v kostele sv. Jakuba), později podléhá nizozemskému vlivu (Sejmutí z kříže z kostela sv. Jana, dnes v Dieceziálním muzeu v Pelplině, Umučení z kostela sv. Jakuba).
K hlavním památkám patří:
- urbanistické uspořádání Starého i Nového Města, dochované téměř beze změny ze 13. století
- gotické kostely:
  - sv. Janů, 13.–14. století, gotické a barokní vnitřní vybavení
  - Panny Marie, pofrantiškánský z let 1350–1375, nemá věže, protože františkánům, kteří kostel založili, pravidla řádu zakazovala stavět věže
  - sv. Jakuba z let 1309–1340, rozšířen v 14.–15. století
- Staroměstská radnice, postavena v letech 1391–1399 na místě starší zástavby z 13. století, ze které se zachovala mj. dolní část věže, přestavěna v 17. století, znovu přestavěna po požáru v letech 1722–1737
- městské hradby, stavěné od poloviny 13. století, rozšiřované a modernizované do 15. století, částečně rozebrané v 19. století, zachovaly se úseky podél Visly a brány: Mostecká, Klášterní a Plavecká (Żeglarska), jakož i četné bašty (např. Křivá věž)
- ruiny křižáckého hradu, stavba začala v 50. letech 13. století, ukončena v druhé čtvrtině 14. století, zbourán v roce 1454 obyvateli Toruně (dochoval se prevét a spodní části hradeb)

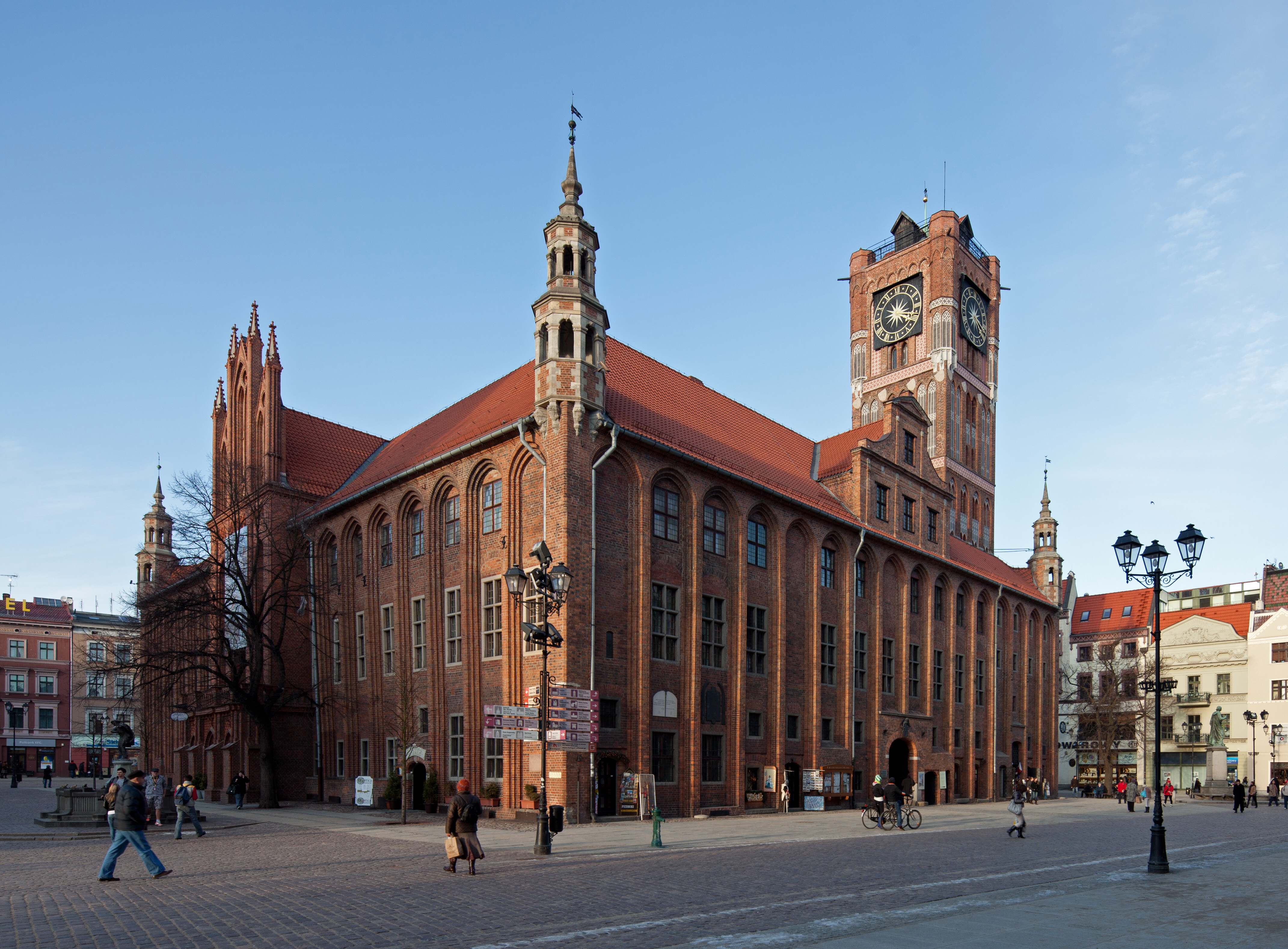
Radnice na rynku

- komplex gotických měšťanských domů z 14.–16. století
- poevangelický kostel sv. Ducha, postaven v letech 1754–1756 podle projektu Efraima Szregera, věž dostavěna v letech 1897–1899
- Dům U hvězdy (Pod Gwiazdą) z 15. století, přestavěn v 17. století, fasáda z 18. století
- sýpky z 14.–18. století (mezi nimi nejlépe dochovaná gotická sýpka v Polsku)
- zástavba tvrze Toruň, zahájeno v roce 1818, modernizováno a rozšiřováno do počátku 20. století

Ve čtvrti Podgórz:
- kostel a klášter sv. Petra a Pavla z 14. století (nyní farní kostel františkánů)
- ruiny hradu Dybowského, původně královského, později křižáckého, z 14. století

V městské části Kaszczorek:
- gotický kostel z 13. století s dostavěnou věží z 18. století

## Kultura
- Teatr im. Wilama Horzycy

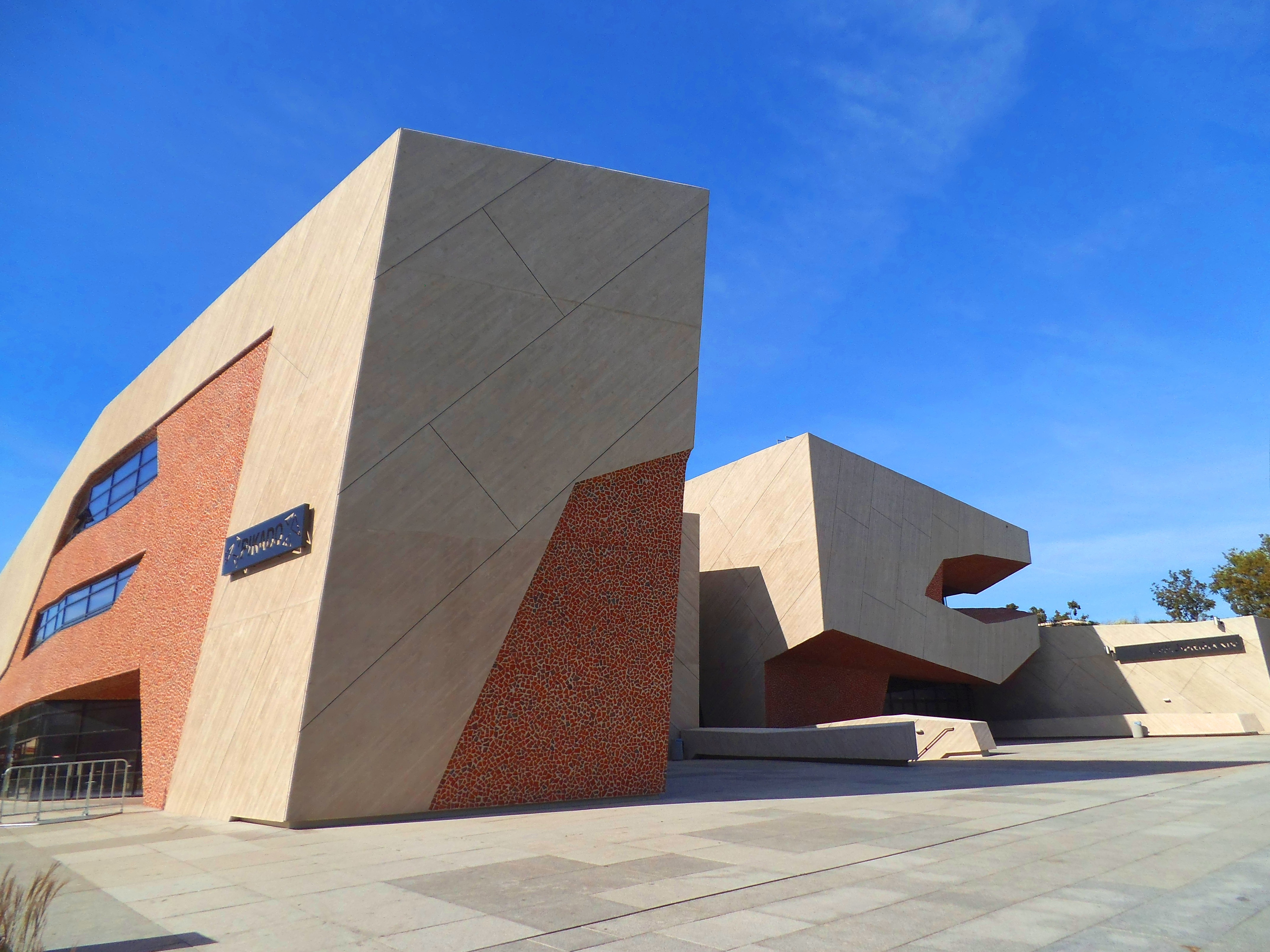
Kulturní a kongresové centrum Jordanki

- Teatr Lalki i Aktora „Baj Pomorski“
- Toruňský komorní orchestr (Toruńska Orkiestra Kameralna)
- Kulturní centrum „Dvůr Artuse“ (Centrum Kultury „Dwór Artusa“)
- Studentský klub „Od Nowa“
- Oblastní muzeum (Muzeum Okręgowe). Je zde vystavený Poklad ze Skrwilna (Skarb ze Skrwilna).
- Etnografické muzeum (Muzeum Etnograficzne)
- Galérie umění „Wozownia“[7]

Kulturní události a festivaly
- Toruňský festival vědy a umění (Toruński Festiwal Nauki i Sztuki) – únor
- Mezinárodní divadelní festival „Kontakt“ – květen
- Festival hudby a umění baltských krajů „Probaltica“ – květen, (současně v Grudziądzu, Varšavě a Gdaňsku)[8]
- Mezinárodní letní festival „Toruň – hudba a architektura“ („Toruń – Muzyka i Architektura“) – červenec–srpen
- Letní toruňské setkání uličních divadel (Letnie Toruńskie Spotkania Teatrów Ulicznych) – červenec–srpen
- Mezinárodní Festival Světla "Skyway" (Międzynarodowy Festiwal Światła "Skyway") – srpen
- Mezinárodní toruňské setkání loutkových divadel (Międzynarodowe Toruńskie Spotkania Teatrów Lalek) – prosinec

## Sport
- Angels Toruń (en) – americký fotbal
- Apator Toruń (en) – plochá dráha
- TKH Toruń – klub ledního hokeje
- Twarde Pierniki Toruń (en) – basketbal
- SV Thorn – zaniklý fotbalový klub, aktivní v době německé okupace města

## Osobnosti

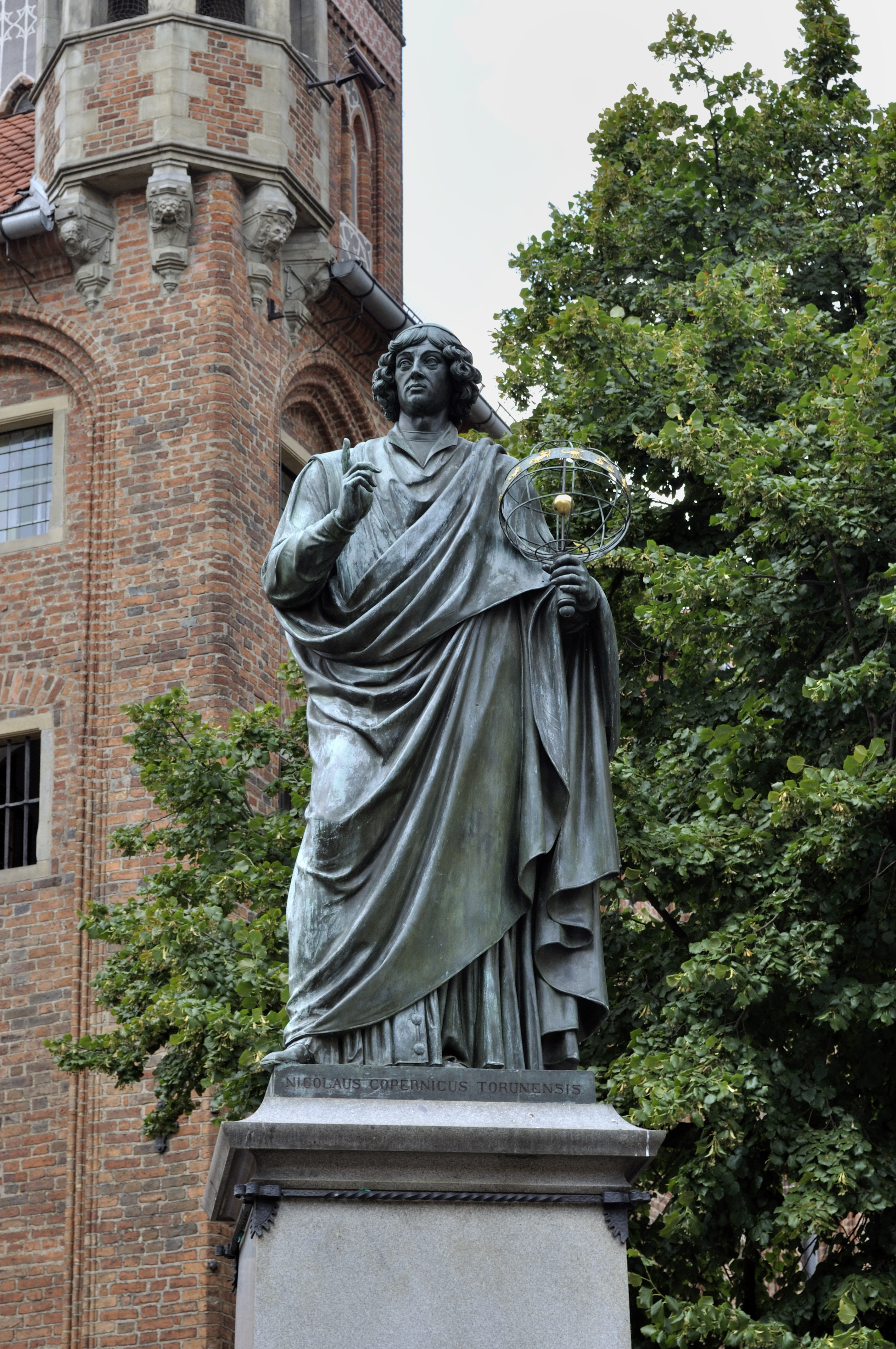
Památník Mikuláše Koperníka na Starém náměstí (Rynek Staromiejski)

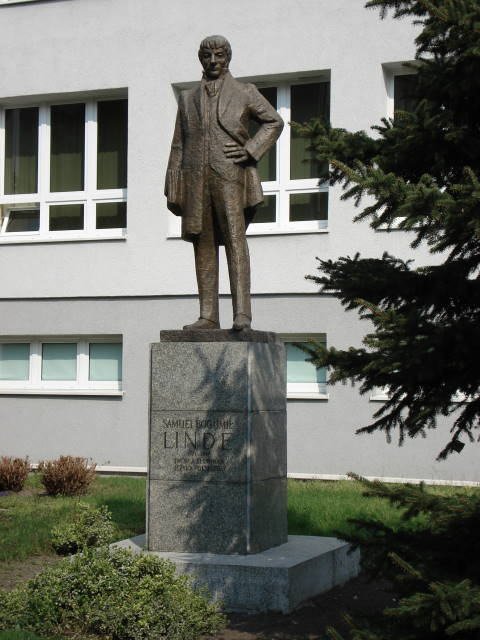
Památník Samuela Lindeho

Mezi významné obyvatele Toruně patří:
- Filippo Buonaccorsi (1437–1496), italský humanista, spisovatel a diplomat
- Mikuláš Koperník (1473–1543), renesanční polyhistor a astronom
- Anna Vasa Švédská (1568–1625), polská a švédská princezna
- Bartholomäus Strobel (1591–1650), barokní malíř
- Samuel Thomas von Sömmerring (1755–1830), německý lékař a anatom
- Samuel Linde (1771–1847), lingvista, knihovník a lexikograf polštiny
- Fryderyk Skarbek (1792–1866), ekonom, romanopisec, historik, sociální aktivista, správce, politik a penolog
- Zvi Hirsch Kalischer (1795–1874), ortodoxní rabín
- Fryderyk Chopin (1810–1849), skladatel a virtuózní klavírista období romantismu
- Julie Wolfthornová (1864–1944), německá malířka
- Władysław Dziewulski (1878–1962), astronom a matematik.
- Hermann Rauschning (1887–1982), německý konzervativní reakcionář
- Roman Ingarden (1893–1970), filozof
- Lotte Jacobiová (1896–1990), americká portrétní fotografka a fotožurnalistka
- Elżbieta Zawacka (1909–2009), univerzitní profesorka, instruktorka skautingu, agentka SOE a bojovnice za svobodu během druhé světové války
- Tony Halik (1921–1998), filmový operátor, dokumentarista, autor cestopisů, cestovatel, průzkumník a polyglot
- Kazimierz Serocki (1922–1981), skladatel
- Bodo Tümmler (* 1943), německý běžec na střední tratě
- Aleksander Wolszczan (* 1946), astronom
- Bogusław Linda (* 1952), herec
- Michał Zaleski (* 1952), politik
- Jadwiga Rappéová (* 1952), operní kontraaltka
- Waldemar Fydrych (* 1953), polský aktivista, vůdce hnutí Oranžová alternativa
- Jerzy Wenderlich (* 1954), politik
- Joanna Scheuring-Wielgusová (* 1972), politik
- Piotr Głowacki (* 1980), herec
- Tomasz Wasilewski (* 1980), filmový režisér a scenárista
- Olga Bołądźová (* 1984), herečka
- Adrian Kubicki (* 1987), generální konzul Polské republiky v New Yorku[9]

### Sport
- Teresa Weynaová (* 1950), tanečnice na ledě
- Tomasz Warczachowski (* 1974), fotbalista
- Michał Gołaś (* 1984), silniční cyklista
- Adam Waczyński (* 1989), basketbalista
- Michał Kwiatkowski (* 1990), silniční cyklista
- Katarzyna Zillmannová (* 1995), veslařka
- Jakub Piotrowski (* 1997), fotbalista

## Mezinárodní vztahy
Na počest sesterského vztahu Toruně s Filadelfií v Pensylvánii nese 2 km dlouhá ulice vedoucí převážně mezi řekou Vislou a hradbami Starého Města a samotným bulvárem jméno Bulwar Filadelfijski (Philadelphia Boulevard).
Ślimak Getyński je jedním z pruhů spojujících Piłsudského most / třídu Jana Pavla II. s Bulwar Filadelfijski na jejich křižovatce v centru města. Ctí tak vztah s Göttingenem, jeho název je odvozen od půlkruhového tvaru ulice (polské slovo ślimak znamená „hlemýžď“).

### Partnerská města
Partnerskými městy Toruně jsou:
- Čadca, Slovensko, 1996
- Göttingen, Německo, 1978
- Hämeenlinna, Finsko, 1989
- Leiden, Nizozemsko, 1988
- Filadelfie, USA, 1976
- Swindon, Velká Británie, 2003[11][12]
- Luck, Ukrajina, 2008
- Novo mesto, Slovinsko, 2009
- Kuej-lin, Čína, 2010

Bývalá partnerská města:
- Kaliningrad, Rusko, 1995–2022 (partnerství ukončeno kvůli ruské invazi na Ukrajinu)[13]

## Galerie

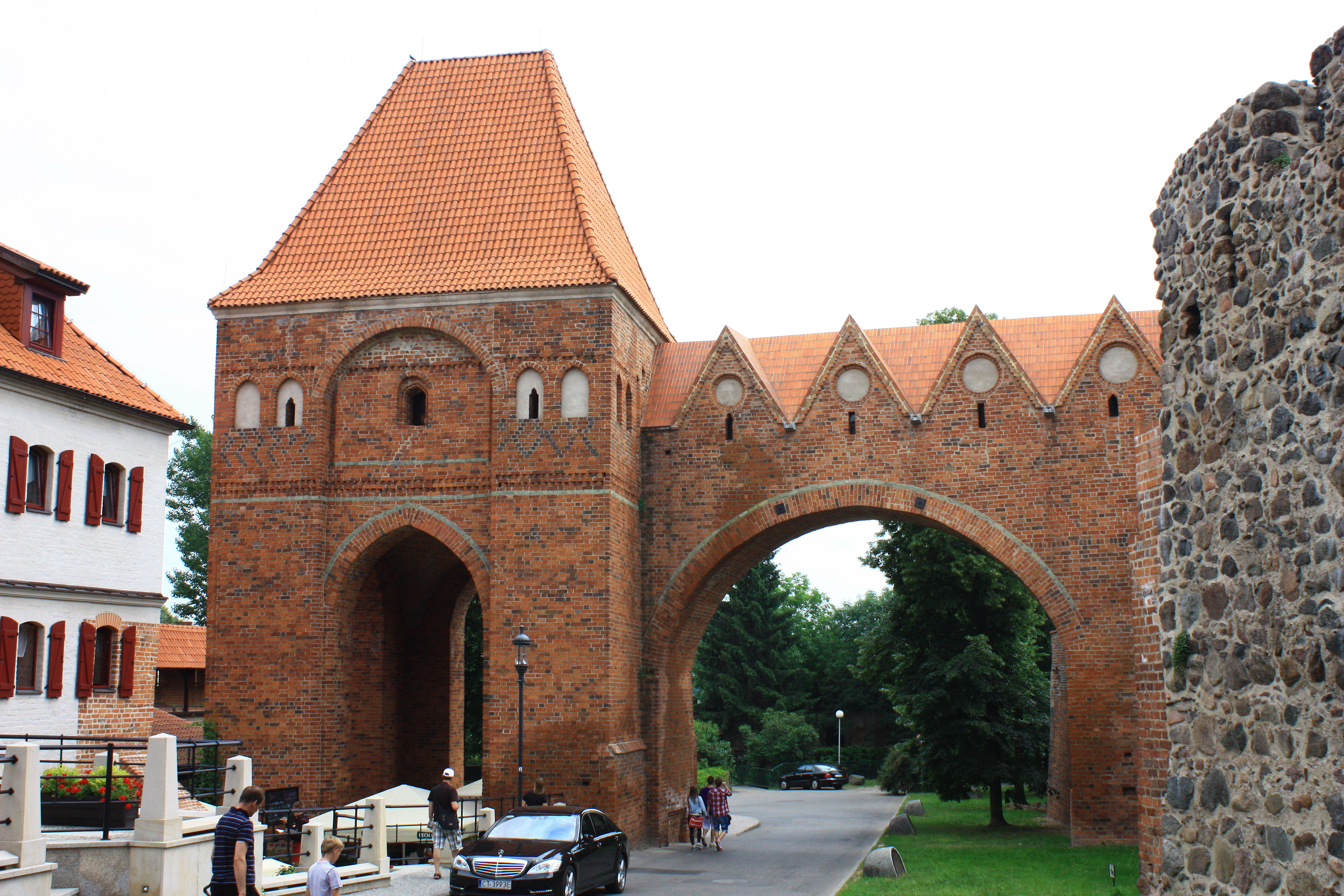
Prevét (záchodová věž) křižáckého hradu (Dansk)
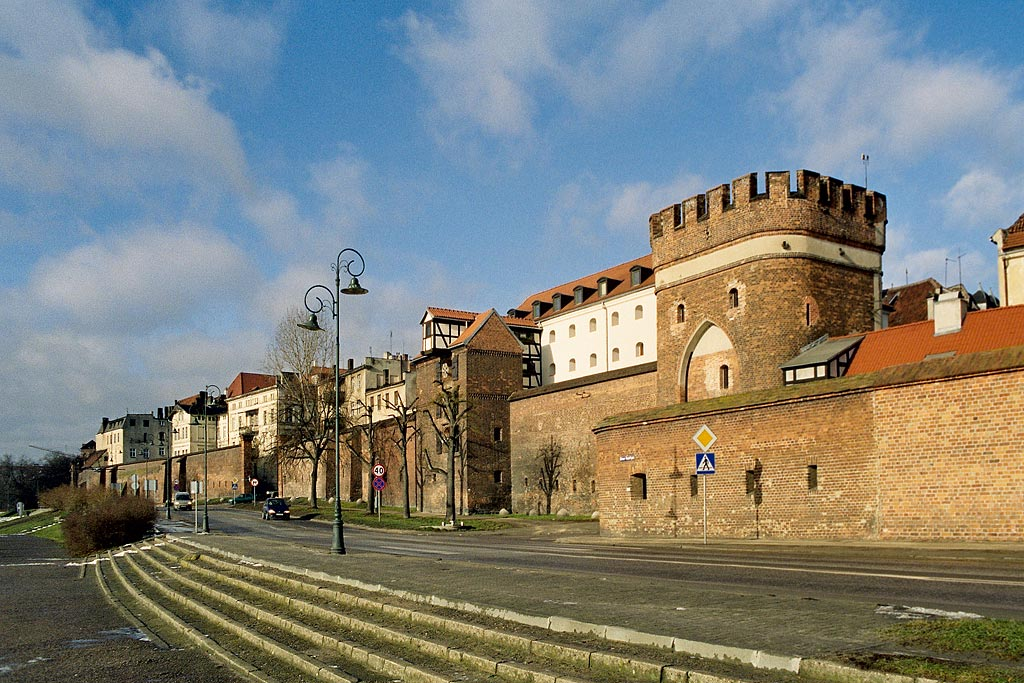
Městské hradby a Mostecká brána
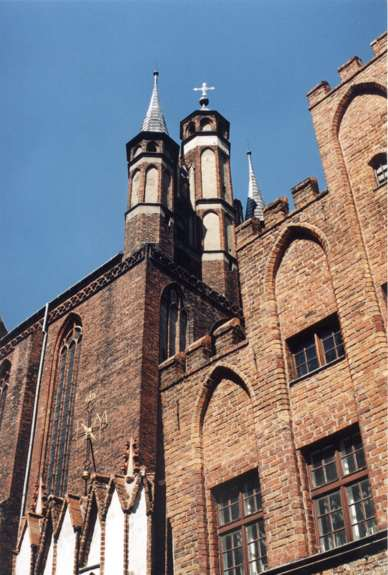
Kostel Nanebevzetí Panny Marie v Toruni
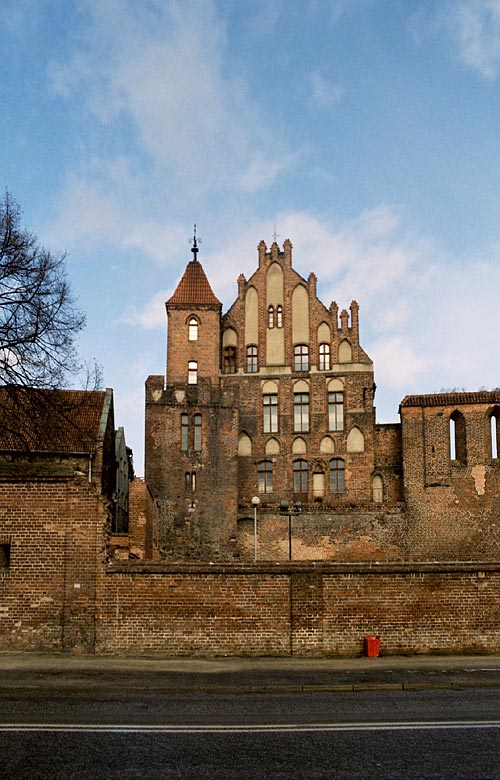
Měšťanský dvůr (15. st.) a Strážní bašta (18. st.)
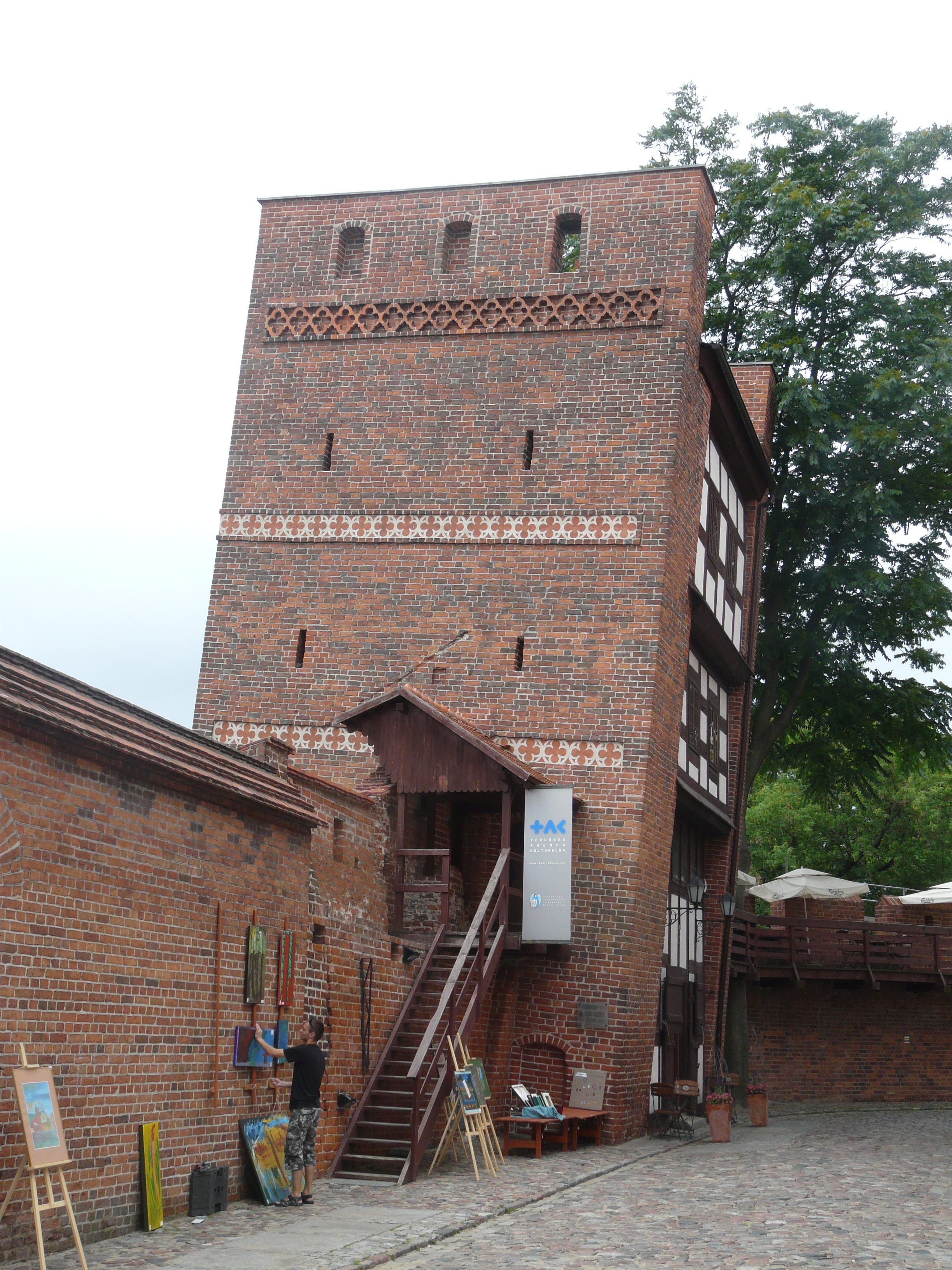
Šikmá věž
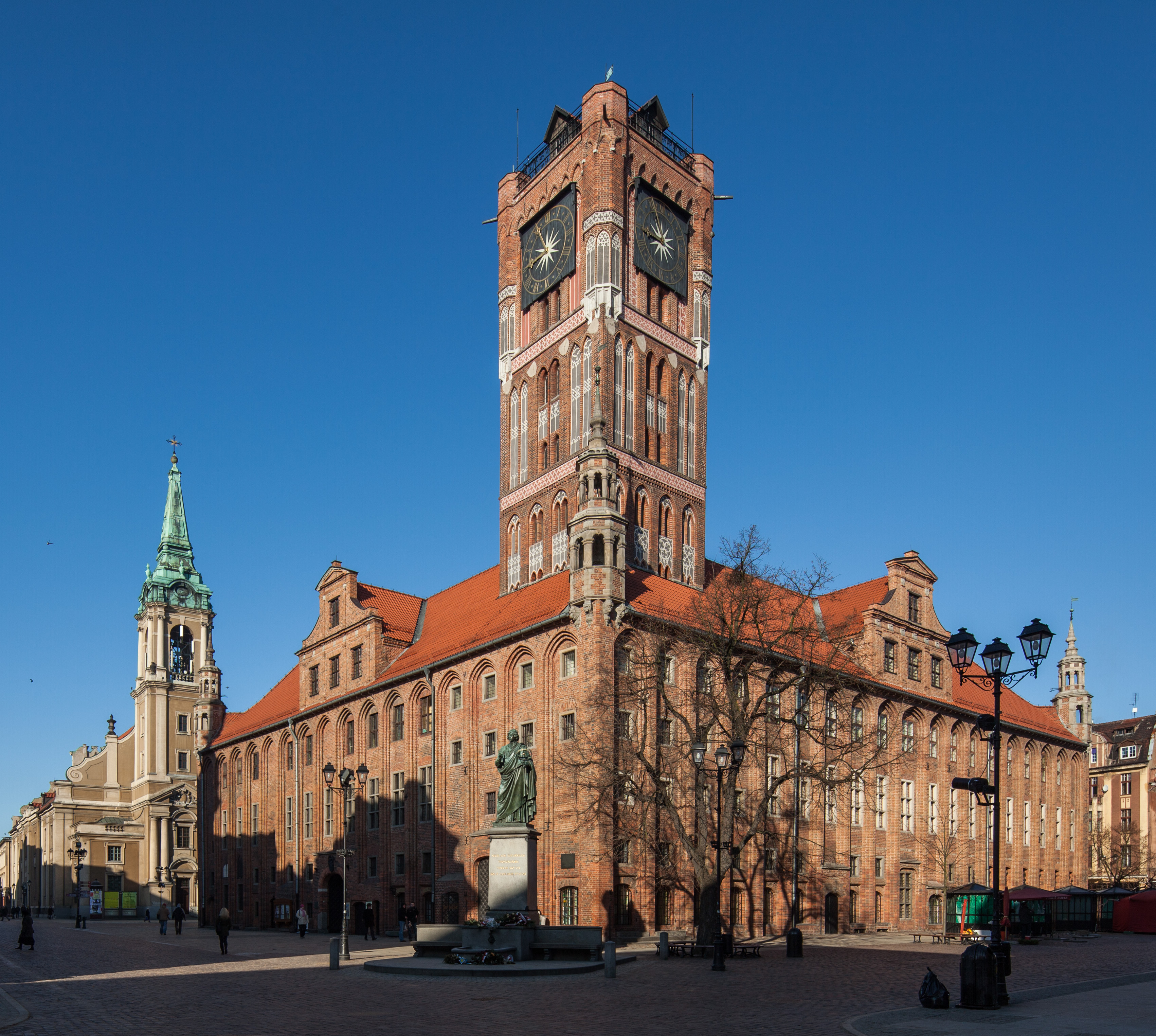
Radnice na rynku